# Пагава, Георгий Авксентьевич
Георгий Авксентьевич Пагава (груз. გიორგი აქვსენტის ძე ფაღავა, 1895, Кутаис, Кавказская администрация — 1924) — грузинский политик, член Учредительного собрания Грузии (1919—1921).

## Биография
Окончил Кутаисскую гимназию.
С гимназических времён вовлечён в социал-демократическое движение.
В 1913 году начал учёбу на юридическом факультете Императорского Московского университета. Был арестован по политическим мотивам в 1914 году в Кутаиси. После освобождения из тюрьмы продолжил учёбу.

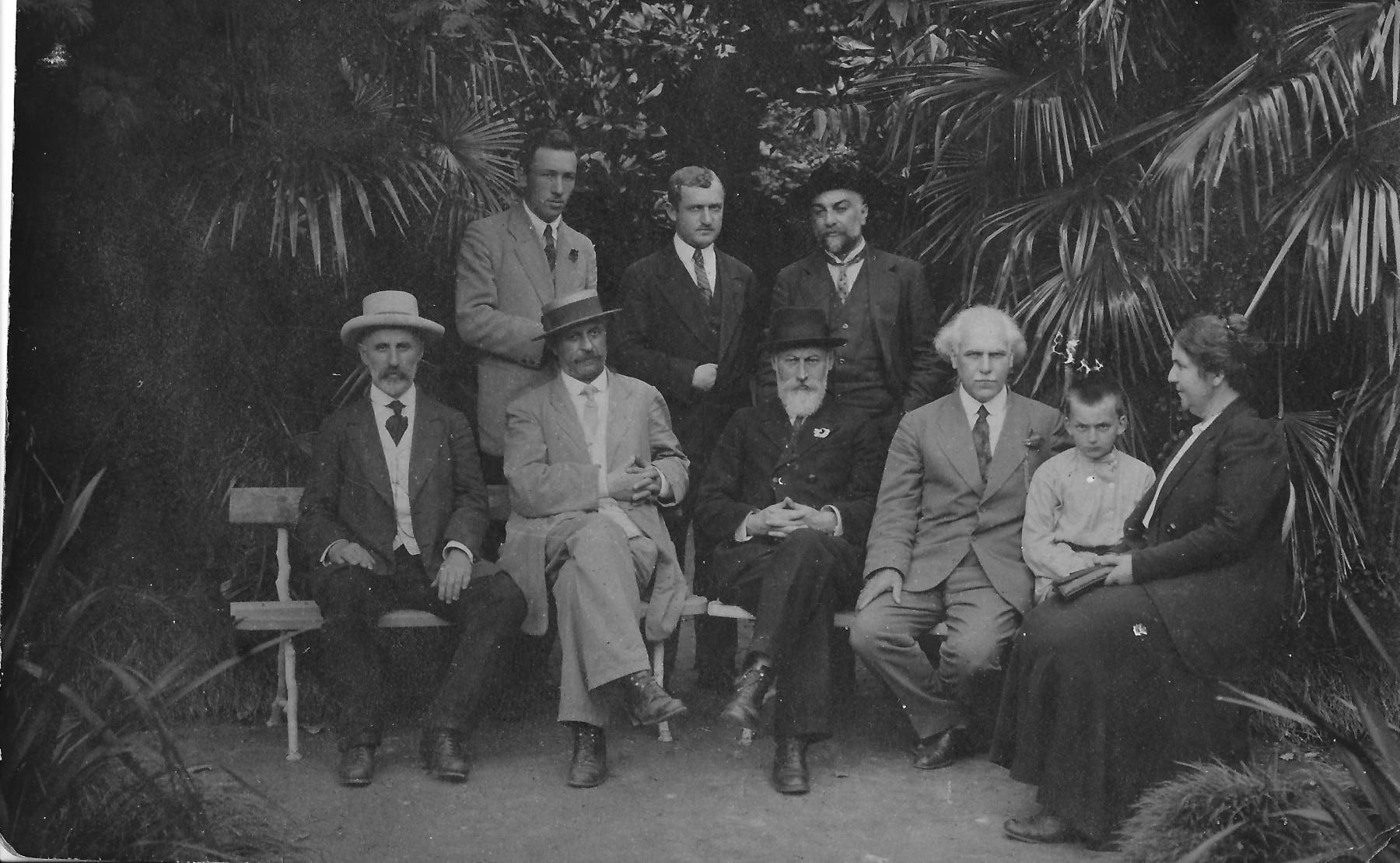
С Ноем Жордания и Исидором Квицаридзе

В 1917 году был членом Военно-промышленного комитета Москвы. Вернулся в Грузию и некоторое время работал секретарем Акакия Чхенкели в Закавказском специальном комитете («Озаком»). Затем переехал в Кутаиси и стал одним из руководителей местных партийных организаций. Принимал активное участие в формировании Народной гвардии на западе Грузии и был впоследствии избран членом Генерального штаба Народной гвардии.
12 марта 1919 года был избран членом Учредительного собрания Грузии, член Конституционного Собрания. Участвовал в боях против Красной Армии в 1921 году при советизации Грузии. Вступил в движение сопротивления. В 1922 году выступил одним из организаторов Комитета независимости Грузии. Скрывался на нелегальном положении.
Был арестован и помещён в изолятор Суздаля. В 1924 году застрелен при переводе из Суздаля в неустановленное место. Место захоронения неизвестно.